# Хейн, Джон
Джон К. Хейн (англ. John C. Hein; 27 января 1886, Нью-Йорк — 29 августа 1963, Нью-Йорк) — американский борец, серебряный призёр летних Олимпийских игр 1904.
На Играх 1904 в Сент-Луисе Хейн соревновался только в категории до 47,6 кг. Он выиграл в полуфинале у Клода Хоулгейта, но проиграл в финале Роберту Карри и получил серебряную медаль.